# 임보라 (아나운서)
임보라(1994년 7월 6일 ~ )는 대한민국의 아나운서이다.

## 주요 경력
- 2016년 3월 22일 ~ 2017년 9월 11일 BBS 대구불교방송 아나운서
- 2017년 9월 18일 ~ 2019년 9월 2일 KTV 국민방송 앵커
- 2019년 9월 9일 ~ 2021년 9월 10일 대전MBC 아나운서

## 과거 진행 프로그램
- 대전MBC TV:MBC 뉴스데스크 대전·세종·충남 (평일)
- 대전MBC TV:건강플러스 (토요일)
- KTV 국민방송:생방송 대한민국 1부 (평일)

## 같이 보기
- 김경섭
- 조민경
- 유지은
- 남유식